# Val-de-Roulans
Val-de-Roulans – miejscowość i gmina we Francji, w regionie Burgundia-Franche-Comté, w departamencie Doubs.
Według danych na rok 1990 gminę zamieszkiwały 63 osoby, a gęstość zaludnienia wynosiła 21 osób/km² (wśród 1786 gmin Franche-Comté Val-de-Roulans plasuje się na 680. miejscu pod względem liczby ludności, natomiast pod względem powierzchni na miejscu 960.).